# Lars Siggesson Sparre
Lars Siggesson Sparre est un noble suédois né vers 1492 et mort le 12 janvier 1554 à Örebro.

## Biographie
Lars Siggesson Sparre est le fils de Sigge Larsson Sparre (sv) et Kerstin Månsdotter Natt och Dag.
Il fait partie des jeunes membres de la noblesse suédoise pris en otage par le roi danois Christian II en 1518, aux côtés de son frère Jöran Siggesson Sparre (sv) et du jeune Gustave Vasa. Il semble avoir rallié Christian II, car il participe à l'écrasement d'une révolte dans le Småland en 1521. Cependant, il abandonne rapidement son camp : dès l'année suivante, il mène la flotte fournie par la ville de Lübeck aux Suédois pour faire le blocus de Stockholm aux côtés de l'Allemand Berend von Melen (sv). Durant la guerre suédoise de libération, il mène des troupes en Scanie et dans le sud de la Norvège.
Au sein du nouveau Conseil du royaume de Suède (sv), Lars Siggesson Sparre reçoit la charge de Grand maréchal, qu'il occupe jusqu'à sa mort. Il participe aux négociations du traité de Malmö et représente la Suède à Visby lorsque l'île de Gotland est rendue au Danemark. En 1531, il fait partie de la délégation qui ramène en Suède Catherine de Saxe-Lauenbourg, la première épouse du roi Gustave Ier. En 1537, il mène une campagne de répression dans le Småland dont la violence est à l'origine de la révolte de Nils Dacke quelques années plus tard. Il contribue à l'écrasement de cette révolte aux côtés de Johan Turesson Tre Rosor (sv).

## Mariages et descendance
Lars Siggesson Sparre se marie en 1521 avec Anna Lindormsdotter Vinge. Ils ont un fils :
- Jöran Larsson Sparre (sv) (1530-1586).

Lars Siggesson Sparre se remarie en 1549 avec Britta Turesdotter Trolle. Ils ont deux fils :
- Erik Larsson Sparre (sv) (1550-1600) ;
- Johan Larsson Sparre (1551-1599).